# Amblin Entertainment
La Amblin Entertainment è una compagnia di produzione cinematografica e televisiva fondata dal regista statunitense Steven Spielberg, dalla produttrice Kathleen Kennedy e dal produttore Frank Marshall nel 1980.

## Attività
La casa di produzione è stata chiamata così prendendo spunto dal primo lavoro commerciale realizzato da Spielberg, Amblin', un corto che narra di un uomo e una donna, vagabondi nel deserto, mentre il suo logo richiama una delle scene più famose di E.T. l'extra-terrestre, quella del volo in bicicletta.
Attiva anche in campo televisivo (ha prodotto Le avventure del giovane Indiana Jones, E.R. - Medici in prima linea e i cartoni animati I favolosi Tiny, Animaniacs, Mignolo e Prof. e Freakazoid), la Amblin ha prodotto, oltre ai film di Spielberg, le pellicole di altri registi, come Joe Dante, Robert Zemeckis, Brian Levant, Penelope Spheeris, Don Bluth, Gil Kenan, Richard Donner, Jan de Bont, Barry Sonnenfeld, Martin Scorsese e Joe Johnston.
Uno dei film più acclamati della Amblin è Schindler's List - La lista di Schindler; candidato a dodici Premi Oscar, ne vinse sette. La pellicola è usata per essere visionata nelle scuole, come testimonianza agli orrori dell'Olocausto.

## Filmografia

### Lungometraggi
- Chiamami aquila (Continental Divide), regia di Michael Apted (1981)
- Poltergeist - Demoniache presenze (Poltergeist), regia di Tobe Hooper (1982)
- E.T. l'extra-terrestre (E.T. the Extra-Terrestrial), regia di Steven Spielberg (1982)
- Gremlins, regia di Joe Dante (1984)
- Fandango (Fandango), regia di Kevin Reynolds (1985)
- I Goonies (The Goonies), regia di Richard Donner (1985)
- Ritorno al futuro (Back to the Future), regia di Robert Zemeckis (1985)
- Piramide di paura (Young Sherlock Holmes), regia di Barry Levinson (1985)
- Il colore viola (The Color Purple), regia di Steven Spielberg (1985)
- Casa, dolce casa? (The Money Pit), regia di Richard Benjamin (1986)
- Fievel sbarca in America (An American Tail), regia di Don Bluth (1986)
- Bigfoot e i suoi amici (Harry and the Hendersons), regia di William Dear (1987)
- Salto nel buio (Innerspace), regia di Joe Dante (1987)
- L'impero del sole (Empire of the Sun), regia di Steven Spielberg (1987)
- Miracolo sull'8ª strada (Miracle on 8th street), regia di Matthew Robbins (1987)
- Chi ha incastrato Roger Rabbit (Who Framed Roger Rabbit), regia di Robert Zemeckis (1988)
- Alla ricerca della Valle Incantata (The Land Before Time), regia di Don Bluth (1988)
- Dad - Papà (Dad), regia di Gary David Goldberg (1989)
- Ritorno al futuro - Parte II (Back to the Future Part II), regia di Robert Zemeckis (1989)
- Always - Per sempre (Always), regia di Steven Spielberg (1989)
- Joe contro il vulcano (Joe Versus the Volcano), regia di John Patrick Shanley (1990)
- Ritorno al futuro - Parte III (Back to the Future Part III), regia di Robert Zemeckis (1990)
- Gremlins 2 - La nuova stirpe (Gremlins 2: The New Batch), regia di Joe Dante (1990)
- Aracnofobia (Arachnophobia), regia di Frank Marshall (1990)
- Cape Fear - Il promontorio della paura (Cape Fear), regia di Martin Scorsese (1991)
- Fievel conquista il West (An American Tail: Fievel Goes West), regia di Phil Nibbelink e Simon Wells (1991)
- Hook - Capitan Uncino (Hook), regia di Steven Spielberg (1991)
- Rumori fuori scena (Noises Off), regia di Peter Bogdanovich (1992)
- Sulle orme del vento (A Far Off Place), regia di Mikael Salomon (1993)
- Jurassic Park, regia di Steven Spielberg (1993)
- We're Back! - 4 dinosauri a New York (We're Back! A Dinosaur's Story), regia di Dick Zondag, Ralph Zondag, Phil Nibbelink e Simon Wells (1993)
- Dangerous Woman - Una donna pericolosa (A Dangerous Woman), regia di Stephen Gyllenhaal (1993)
- Schindler's List - La lista di Schindler (Schindler's List), regia di Steven Spielberg (1993)
- I Flintstones (The Flintstones), regia di Brian Levant (1994)
- Piccole canaglie (The Little Rascals), regia di Penelope Spheeris (1994)
- Piccoli campioni (Little Giants), regia di Duwayne Dunham (1994)
- Casper, regia di Brad Silberling (1995)
- I ponti di Madison County (The Bridges of Madison County), regia di Clint Eastwood (1995)
- A Wong Foo, grazie di tutto! Julie Newmar (To Wong Foo Thanks for Everything! Julie Newmar), regia di Beeban Kidron (1995)
- Gli anni dei ricordi (How to Make an American Quilt), regia di Jocelyn Moorhouse (1995)
- Balto, regia di  Simon Wells (1995)
- Twister, regia di Jan de Bont (1996)
- Effetto black out (The Trigger Effect), regia di David Koepp (1996)
- Il mondo perduto - Jurassic Park (The Lost World: Jurassic Park), regia di Steven Spielberg (1997)
- Men in Black, regia di Barry Sonnenfeld (1997)
- Deep Impact, regia di Mimi Leder (1998)
- Small Soldiers, regia di Joe Dante (1998)
- La maschera di Zorro (The Mask of Zorro), regia di Martin Campbell (1998)
- Salvate il soldato Ryan (Saving Private Ryan), regia di Steven Spielberg (1998)
- In Dreams, regia di Neil Jordan (1999)
- I Flintstones in Viva Rock Vegas (The Flintstones in Viva Rock Vegas), regia di  Brian Levant  (2000)
- A.I. - Intelligenza artificiale (A.I.: Artificial Intelligence), regia di Steven Spielberg (2001)
- Jurassic Park III, regia di Joe Johnston (2001)
- Minority Report, regia di Steven Spielberg (2002)
- Men in Black II, regia di  Barry Sonnenfeld (2002)
- Prova a prendermi (Catch Me If You Can), regia di Steven Spielberg (2002)
- The Terminal, regia di Steven Spielberg (2004)
- La guerra dei mondi (War of the Worlds), regia di Steven Spielberg (2005)
- The Legend of Zorro, regia di Martin Campbell (2005)
- Memorie di una geisha (Memoirs of a Geisha), regia di Rob Marshall (2005)
- Munich, regia di  Steven Spielberg (2005)
- Monster House, regia di Gil Kenan (2006)
- Flags of Our Fathers (Flags of Our Fathers), regia di Clint Eastwood (2006)
- Lettere da Iwo Jima (Letters from Iwo Jima), regia di Clint Eastwood (2006)
- Hereafter, regia di Clint Eastwood (2010)
- Super 8, regia di J. J. Abrams (2011)
- Le avventure di Tintin - Il segreto dell'Unicorno (The Adventures of Tintin), regia di Steven Spielberg (2011)
- War Horse, regia di Steven Spielberg (2011)
- Men in Black 3, regia di Barry Sonnenfeld (2012)
- Lincoln, regia di Steven Spielberg (2012)
- Amore, cucina e curry (The Hundred-Foot Journey), regia di Lasse Hallström (2014)
- Jurassic World, regia di Colin Trevorrow (2015)
- Il ponte delle spie (Bridge of Spies), regia di Steven Spielberg (2015)
- Il GGG - Il grande gigante gentile (The BFG), regia di Steven Spielberg (2016)
- Qua la zampa! (A Dog's Purpose), regia di Lasse Hallström (2017)
- The Post, regia di Steven Spielberg (2017)
- Ready Player One, regia di Steven Spielberg (2018)
- Jurassic World - Il regno distrutto (Jurassic World: Fallen Kingdom), regia di Juan Antonio Bayona (2018)
- Il mistero della casa del tempo (The House with a Clock in Its Walls), regia di Eli Roth (2018)
- Qua la zampa! 2 - Un amico è per sempre (A Dog's Journey), regia di Gail Mancuso (2019)
- Men in Black: International, regia di F. Gary Gray (2019)
- Cats, regia di Tom Hooper (2019)
- Finch, regia di Miguel Sapochnik (2021)
- West Side Story, regia di Steven Spielberg (2021)
- Jurassic World - Il dominio (Jurassic World Dominion), regia di Colin Trevorrow (2022)
- The Fabelmans, regia di Steven Spielberg (2022)
- Maestro, regia di Bradley Cooper (2023)
- Il colore viola (The Color Purple), regia di Blitz Bazawule (2023)
- Twisters, regia di Lee Isaac Chung (2024)
- Jurassic World - La rinascita (Jurassic World Rebirth), regia di Gareth Edwards (2025)
- Il club dei delitti del giovedì (The Thursday Murder Club), regia di Chris Columbus (2025)